# 2013年告示牌百强单曲榜冠军单曲列表

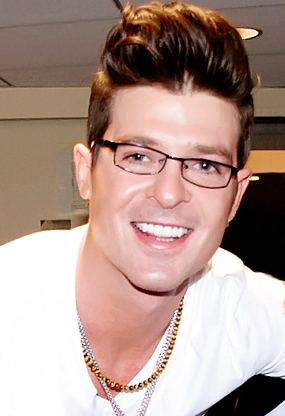
罗宾·西克 (如图) 以歌曲《模糊界線》获得了自己人生中第1支告示牌冠军单曲，这首歌曲获得了12周的冠军。

告示牌百强单曲榜是美国的一个单曲排行榜单。榜单数据由《告示牌》统计，数据来源于尼爾森銷量統計系統，尼爾森銷量統計系統计算了每首歌曲的实体CD销量和歌曲的数字下载量。除此以外，歌曲的流媒体播放次数也是榜单的重要数据之一。2013年，共有11首歌曲获得了榜单的冠军。首支夺冠的歌曲是火星人布魯諾的歌曲《深陷天堂》（Locked Out of Heaven）。
2013年，共有8名艺人作为歌曲的主唱或伴唱而获得了他们人生中第一支冠军单曲，包括麥可莫 & 萊恩·路易斯、Wanz、鲍尔、奈特·路斯、雷·道尔顿、罗宾·西克、麥莉·希拉 和蘿兒。五首多人合唱的歌曲登上了单曲榜榜首，麥可莫 & 萊恩·路易斯主唱，Wanz伴唱的歌曲《Thrift Shop》2013年榜单表现最好的歌曲，在榜单上夺冠长达六周， 并在这一年的年度榜单上夺冠。 团体的第二支热门单曲《Can't Hold Us》亦成功夺冠，使团体成为继女神卡卡的《舞力全开》（Just Dance）和《扑克脸》（Poker Face）后第二个两支单曲连续夺冠的艺人。 鲍尔以歌曲《哈林摇》（Harlem Shake）拿到了自己人生第一支冠军单曲。 《哈林摇》原本于2012年6月商业发行，然而直到同名模因于2013年2月兴起之后，歌曲才真正意义上开始售卖发行。
《旧情人》（When I Was Your Man）是火星人布魯諾的第5支美国冠军单曲。 这首歌曲使火星人布魯諾成为继猫王之后最快获得5首冠军单曲的男歌手。 这首歌曲也是继阿黛尔歌曲《如你》（Someone like You）之后第一个纯钢琴伴奏的冠军单曲。 蘿兒凭借歌曲《貴族》（Royals）成为继提芬妮之后夺得告示牌冠军单曲最年轻的艺人。 阿姆和蕾哈娜合作的歌曲《怪兽》（The Monster）使阿姆在美国夺得了自己的第5支冠军单曲，阿姆亦因此和吹牛老爹和卢达克里斯并列成为拥有最多美国冠军单曲的说唱歌手。 同时，这首单曲也让蕾哈娜夺得了自己的第13支冠军单曲，使蕾哈娜和迈克尔·杰克逊并列成为拥有冠军单曲第3多的艺人。
罗宾·西克的歌曲《模糊界線》（Blurred Lines）是这一年夺冠周数最长的单曲，在榜单上夺冠长达12周之久。 因其在榜单6月、7月和8月夺冠，《模糊界線》成为了《告示牌》2013年年度夏日歌曲（Billboard's Song of the Summer 2013）。 蘿兒的《貴族》以夺冠9周的成绩成为年度夺冠周数第2长的歌曲。 《深陷天堂》和"Thrift Shop"亦以6周冠的成绩成为该年度夺冠周数第3长的单曲。

## 冠军单曲列表

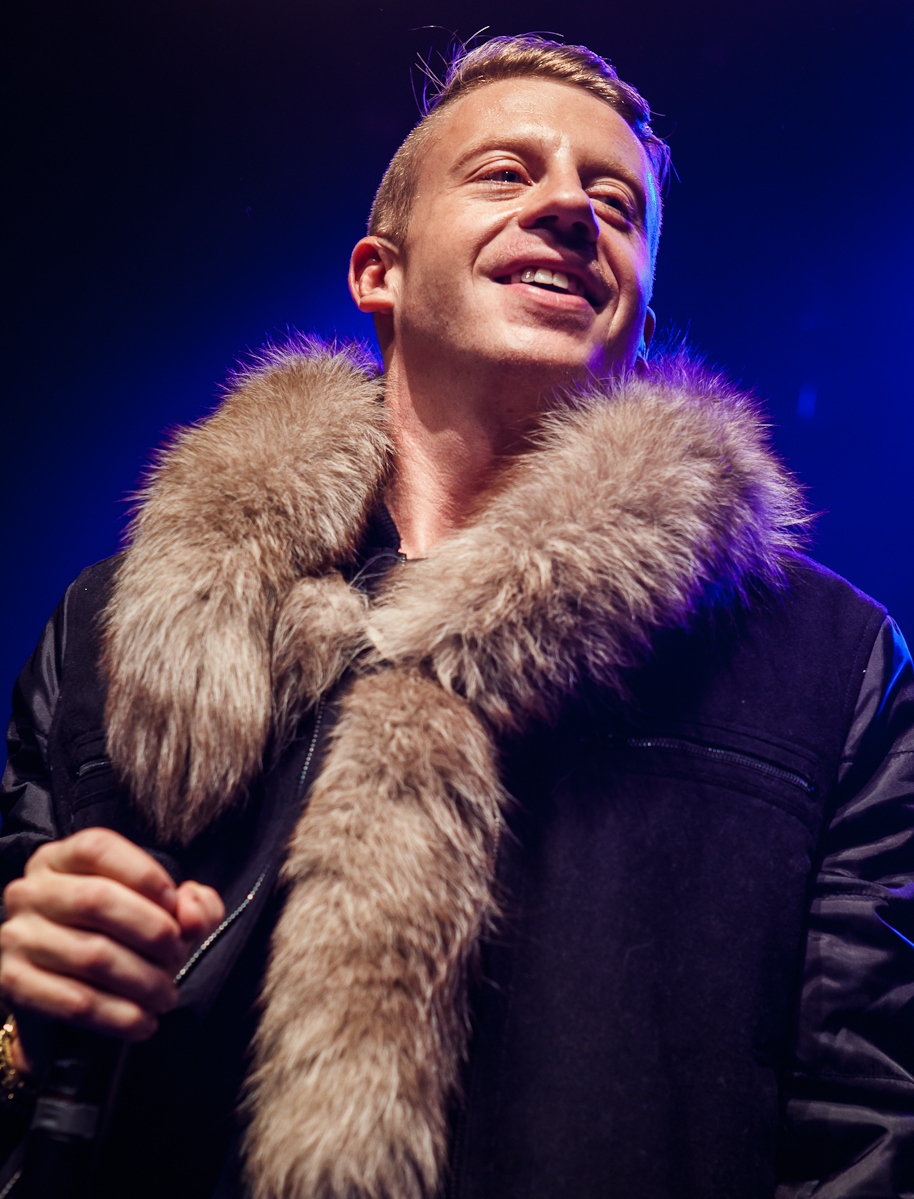
"Thrift Shop" by Macklemore & Ryan Lewis featuring Wanz became the best-performing single of 2013. The duo scored another number-one this year with "Can't Hold Us", featuring Ray Dalton (photo: Macklemore, one member of the duo).

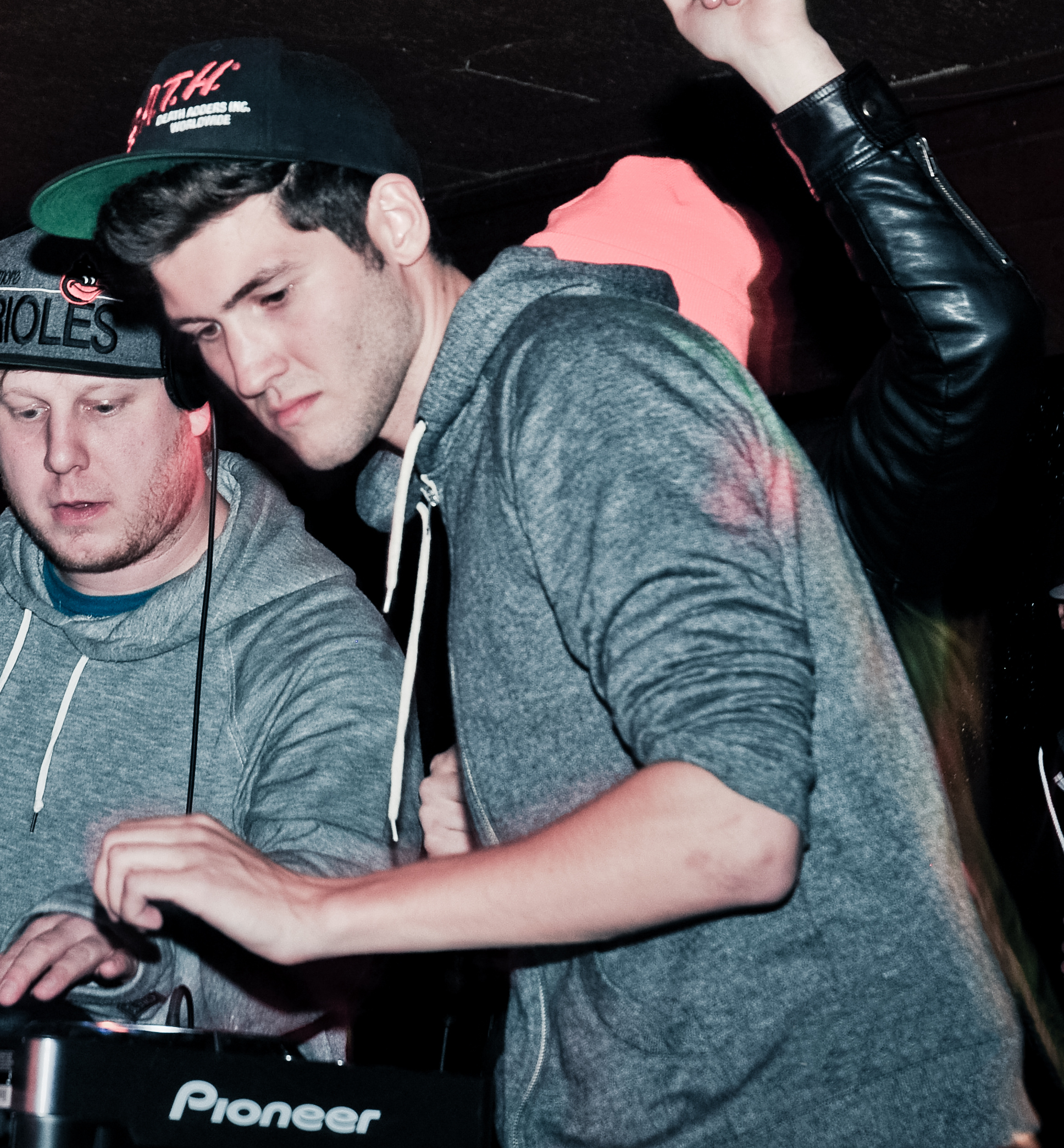
Baauer (pictured)s "Harlem Shake" rose to the top of the chart after viral videos set to its music on YouTube, creating a meme with the same name.

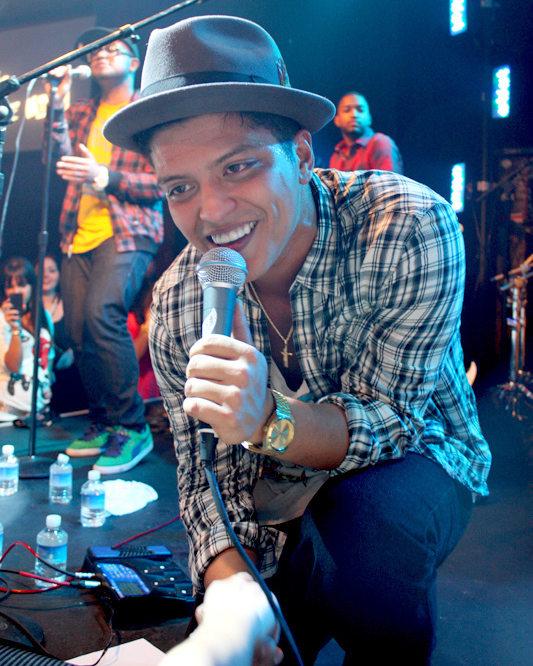
Bruno Mars (pictured) scored his fifth number-one single on the chart with "When I Was Your Man", making him the fastest male artist to earn five US number-ones since Elvis Presley.

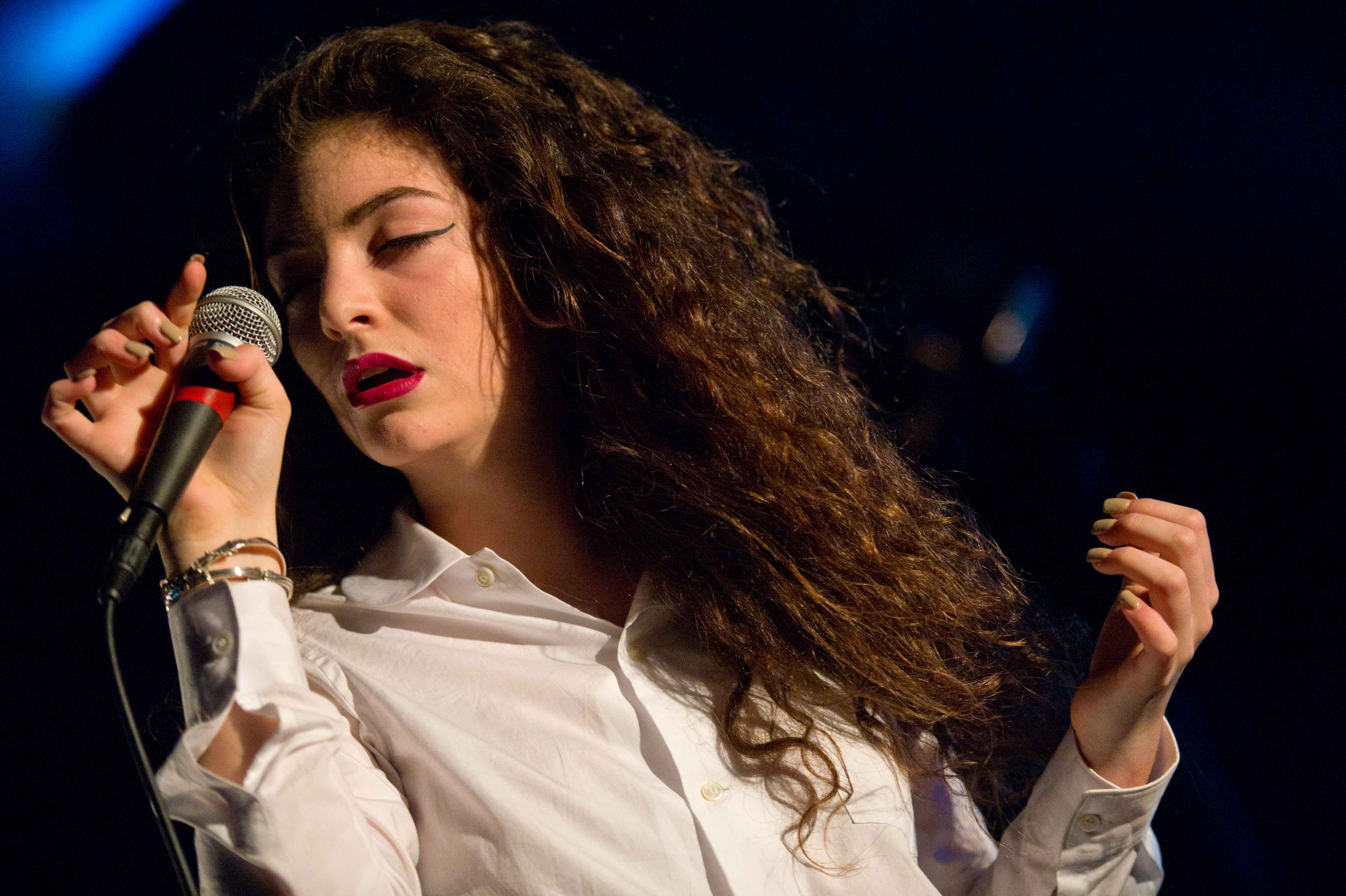
Lorde (pictured) was the youngest solo artist to achieve a US number-one single with "Royals" since Tiffany with her number-one hit "I Think We're Alone Now" in 1987.

| † | 2013年榜單成績最佳歌曲 |

| 奪冠日期 | 歌曲原名                | 中文譯名         | 藝人                                  | 參考   |
| -------- | ----------------------- | ---------------- | ------------------------------------- | ------ |
| 1月5日   | "Locked Out of Heaven"  | 《深陷天堂》     | 火星人布魯諾                          | [ 14 ] |
| 1月12日  | "Locked Out of Heaven"  | 《深陷天堂》     | 火星人布魯諾                          | [ 15 ] |
| 1月19日  | "Locked Out of Heaven"  | 《深陷天堂》     | 火星人布魯諾                          | [ 16 ] |
| 1月26日  | "Locked Out of Heaven"  | 《深陷天堂》     | 火星人布魯諾                          | [ 13 ] |
| 2月2日   | "Thrift Shop" †         | 《二手回收店》   | 麥可莫與瑞恩·劉易斯 （Wanz伴唱）      | [ 17 ] |
| 2月9日   | "Thrift Shop" †         | 《二手回收店》   | 麥可莫與瑞恩·劉易斯 （Wanz伴唱）      | [ 18 ] |
| 2月16日  | "Thrift Shop" †         | 《二手回收店》   | 麥可莫與瑞恩·劉易斯 （Wanz伴唱）      | [ 19 ] |
| 2月23日  | "Thrift Shop" †         | 《二手回收店》   | 麥可莫與瑞恩·劉易斯 （Wanz伴唱）      | [ 20 ] |
| 3月2日   | "Harlem Shake"          | 《哈林搖》       | 鮑爾                                  | [ 5 ]  |
| 3月9日   | "Harlem Shake"          | 《哈林搖》       | 鮑爾                                  | [ 21 ] |
| 3月16日  | "Harlem Shake"          | 《哈林搖》       | 鮑爾                                  | [ 22 ] |
| 3月23日  | "Harlem Shake"          | 《哈林搖》       | 鮑爾                                  | [ 23 ] |
| 3月30日  | "Harlem Shake"          | 《哈林搖》       | 鮑爾                                  | [ 24 ] |
| 4月6日   | "Thrift Shop" †         | 《二手回收店》   | 麥可莫與瑞恩·劉易斯 （Wanz伴唱）      | [ 25 ] |
| 4月13日  | "Thrift Shop" †         | 《二手回收店》   | 麥可莫與瑞恩·劉易斯 （Wanz伴唱）      | [ 26 ] |
| 4月20日  | "When I Was Your Man"   | 《舊情人》       | 火星人布魯諾                          | [ 7 ]  |
| 4月27日  | "Just Give Me a Reason" | 《给我一个理由》 | 紅粉佳人 （奈特·瑞斯伴唱）            | [ 27 ] |
| 5月4日   | "Just Give Me a Reason" | 《给我一个理由》 | 紅粉佳人 （奈特·瑞斯伴唱）            | [ 28 ] |
| 5月11日  | "Just Give Me a Reason" | 《给我一个理由》 | 紅粉佳人 （奈特·瑞斯伴唱）            | [ 29 ] |
| 5月18日  | "Can't Hold Us"         |                  | 麥可莫與瑞恩·劉易斯 （雷·道尔顿伴唱） | [ 2 ]  |
| 5月25日  | "Can't Hold Us"         | [ 30 ]           | 麥可莫與瑞恩·劉易斯 （雷·道尔顿伴唱） |        |
| 6月1日   | "Can't Hold Us"         | [ 31 ]           | 麥可莫與瑞恩·劉易斯 （雷·道尔顿伴唱） |        |
| 6月8日   | "Can't Hold Us"         | [ 32 ]           | 麥可莫與瑞恩·劉易斯 （雷·道尔顿伴唱） |        |
| 6月15日  | "Can't Hold Us"         | [ 33 ]           | 麥可莫與瑞恩·劉易斯 （雷·道尔顿伴唱） |        |
| 6月22日  | "Blurred Lines"         | 《模糊界限》     | 罗宾·西克 （T.I.、菲董伴唱）          | [ 34 ] |
| 6月29日  | "Blurred Lines"         | 《模糊界限》     | 罗宾·西克 （T.I.、菲董伴唱）          | [ 35 ] |
| 7月6日   | "Blurred Lines"         | 《模糊界限》     | 罗宾·西克 （T.I.、菲董伴唱）          | [ 36 ] |
| 7月13日  | "Blurred Lines"         | 《模糊界限》     | 罗宾·西克 （T.I.、菲董伴唱）          | [ 37 ] |
| 7月20日  | "Blurred Lines"         | 《模糊界限》     | 罗宾·西克 （T.I.、菲董伴唱）          | [ 38 ] |
| 7月27日  | "Blurred Lines"         | 《模糊界限》     | 罗宾·西克 （T.I.、菲董伴唱）          | [ 39 ] |
| 8月3日   | "Blurred Lines"         | 《模糊界限》     | 罗宾·西克 （T.I.、菲董伴唱）          | [ 40 ] |
| 8月10日  | "Blurred Lines"         | 《模糊界限》     | 罗宾·西克 （T.I.、菲董伴唱）          | [ 41 ] |
| 8月17日  | "Blurred Lines"         | 《模糊界限》     | 罗宾·西克 （T.I.、菲董伴唱）          | [ 42 ] |
| 8月24日  | "Blurred Lines"         | 《模糊界限》     | 罗宾·西克 （T.I.、菲董伴唱）          | [ 43 ] |
| 8月31日  | "Blurred Lines"         | 《模糊界限》     | 罗宾·西克 （T.I.、菲董伴唱）          | [ 44 ] |
| 9月7日   | "Blurred Lines"         | 《模糊界限》     | 罗宾·西克 （T.I.、菲董伴唱）          | [ 45 ] |
| 9月14日  | "Roar"                  | 《聽我吼》       | 凱蒂·佩芮                             | [ 46 ] |
| 9月21日  | "Roar"                  | 《聽我吼》       | 凱蒂·佩芮                             | [ 47 ] |
| 9月28日  | "Wrecking Ball"         | 《愛情破壞球》   | 麥莉·希拉                             | [ 48 ] |
| 10月5日  | "Wrecking Ball"         | 《愛情破壞球》   | 麥莉·希拉                             | [ 49 ] |
| 10月12日 | "Royals"                | 《貴族》         | 蘿兒                                  | [ 50 ] |
| 10月19日 | "Royals"                | 《貴族》         | 蘿兒                                  | [ 51 ] |
| 10月26日 | "Royals"                | 《貴族》         | 蘿兒                                  | [ 52 ] |
| 11月2日  | "Royals"                | 《貴族》         | 蘿兒                                  | [ 53 ] |
| 11月9日  | "Royals"                | 《貴族》         | 蘿兒                                  | [ 54 ] |
| 11月16日 | "Royals"                | 《貴族》         | 蘿兒                                  | [ 55 ] |
| 11月23日 | "Royals"                | 《貴族》         | 蘿兒                                  | [ 56 ] |
| 11月30日 | "Royals"                | 《貴族》         | 蘿兒                                  | [ 57 ] |
| 12月7日  | "Royals"                | 《貴族》         | 蘿兒                                  | [ 58 ] |
| 12月14日 | "Wrecking Ball"         | 《愛情破壞球》   | 麥莉·希拉                             | [ 59 ] |
| 12月21日 | "The Monster"           | 《怪獸》         | 阿姆 （蕾哈娜伴唱）                   | [ 10 ] |
| 12月28日 | "The Monster"           | 《怪獸》         | 阿姆 （蕾哈娜伴唱）                   | [ 60 ] |

## 注解
1. ↑  麥可莫 & 萊恩·路易斯为一个二人团体，而非两个独立艺人。[2]
2. ↑  《深陷天堂》在2012年夺冠2周，[1] 在2013年夺冠4周。[13]